# Кош, Роберт фон
Ро́берт фон Кош (нем. Robert von Kosch; 5 апреля 1856, Клодзко — 22 декабря 1942, Берлин) — германский военачальник, генерал пехоты, участник Первой мировой войны.

## Биография
Родился 5 апреля 1856 года в городе Глац, Королевство Пруссия.
Незадолго до Первой мировой войны назначен командиром 10-й пехотной дивизии, во главе которой вступил в войну. 8 октября 1914 года сменил генерала Г. фон Франсуа на посту командира 1-го армейского корпуса. Большая часть его военной карьеры прошла на Восточном фронте.
20 февраля 1915 года награждён орденом Pour le Merite, a 27 ноября 1915 года получил к нему дубовые ветви. С 11 июня 1915 года командир 10-го резервного корпуса. 28 августа 1916 года поставлен во главе 52-го генерального командования (подчиненные ему части с 28 августа 1916 года по 19 января 1918 года носили название Дунайской армии). Успешно руководил операциями против слабой румынской армии. 1 мая-1 июня 1917 года — исполняющий обазанности командующего действовавшей против Румынии 9-й армии.
В 1918 году — командир 15-й ландверской дивизии в составе немецких оккупационных сил на Украине после заключения Брестского мирного договора. Участвовал в немецкой оккупации Крыма, 30 апреля 1918 года его части захватили оставшуюся в Севастополе часть Черноморского флота. Командующий немецкими войсками в Крыму. Поддерживал Крымское краевое правительство генерала М. А. Сулькевича.
В декабре 1918 года вышел в отставку.